# Argentinos Juniors
Argentinos Juniors, nogometni klub iz Argentine. Klub je osnovan 1904. godine i jedan je od klasičnih klubova FIFA.

## Uspjesi
Argentinsko prvenstvo 
- Prvak:
  - Metropolitano: 1984.
  - Nacional: 1985.

- Doprvak:
  - 1926.
  - Metropolitano: 1980.

Copa Libertadores:
- Pobjednik (1): 1985.

Copa Interamericana:
- Pobjednik (1): 1985.

Interkontinentalni kup
- Finalist (1): 1985.

## Najveći igrači
- Roberto Miguel Acuña
- Sergio Batista
- Claudio Borghi
- Diego Cagna
- Esteban Cambiasso
- Fabricio Coloccini
- Adrián Domenech
- Carlos Ereros
- Leonel Gancedo
- Juan José López
- Diego Maradona
- Jorge Olguín
- Pedro Pasculli
- Leonardo Pisculichi (hrvatskog podrijetla, Piškulić)
- Diego Placente
- Jorge Quinteros
- Fernando Redondo
- Juan Román Riquelme
- Juan Pablo Sorín
- Enrique Vidallé

## Vanjske poveznice
- Službene klupske stranice (šp.)
- InfoBicho